# Olga Amelchenko
Olga Amelchenko (* 1988 in der UdSSR) ist eine russische Jazzmusikerin (Altsaxophon, Komposition).

## Leben und Wirken
Amelchenko begann im Alter von fünf Jahren im Chor zu singen und erhielt zwei Jahre später Klavierunterricht; weiterhin lernte sie Dombra. Zwischen 2003 und 2006 studierte sie am Konservatorium in Abakan. Nachdem sie ein Jahr lang Chorleitung studiert hatte, wechselte sie zum Saxophon. 2006 setzte sie ihr Studium am Konservatorium in Nowosibirsk fort. Nach ihrem Abschluss im Jahr 2010 nahm sie klassischen Saxophonunterricht, um ihre Kenntnisse des Instruments zu erweitern. 2012 zog sie nach Deutschland; zunächst studierte sie dort zwei Jahre an der Hochschule für Musik und Tanz Köln bei Wolfgang Engstfeld. Sie beendete ihr Bachelor-Studium 2018 am Jazz-Institut Berlin, wo sie ein Jahr später ihr Masterstudium für Arrangement und Komposition bei Peter Weniger, Greg Cohen und John Hollenbeck absolvierte. 2018 veröffentlichte sie bei Unit Records ihr Debütalbum; mit ihrem Quartett stellte sie sich bei Jazzahead und Women in Jazz vor. Daneben leitet sie ihr Large Ensemble und gemeinsam mit der Pianistin Anna Wohlfarth das Quartett Zenit. Sie spielte im Quintett von Musina Ebobissé (Time Prints), bei Thijs de Klijn (Factotum) und der Hans Anselm Bigband  (Liquid Circle).

## Diskographische Hinweise
- Shaping Motions (Unit Records 2018, mit Igor Osypov, Igor Spallati, Jesus Vega, sowie Florian Menzel und Ilkka Uksila)
- Live at Loft (2020, mit Igor Osypov, Igor Spallati, Jesus Vega)